# Русские в Латвии
Ру́сские (латыш. krievi) — крупнейшее национальное меньшинство в Латвии. На 1 января 2024 года численность русских составляла 437 587 человек из 1 871 882 жителей Латвии, что соответствует 23,4 % населения республики (по данным переписи населения Латвии 2011 года — 556 422 человека или 26,9 % населения страны). Из них 296 045 человек являлись гражданами Латвии (67,7 % всех русских Латвии).
По данным на начало 2024 года, из числа крупных городов Латвии самая высокая доля русских была в Даугавпилсе — 46,6 %, а среди всех городских поселений республики самый высокий процент русских имелся в городах: Зилупе — 53,7 %, Седа — 49,6 % и Виляны — 48,3 %. Несмотря на социально-экономические и политические изменения со времён СССР, русское меньшинство в Латвии и в соседней Эстонии — наиболее многочисленное в процентном отношении среди всех стран мира.

## История
Ранние восточнославянские поселения существовали на территории современной Латвии во времена раннего Средневековья. К IV—VI векам н. э. славянские племена кривичей частично ассимилировали местные финно-угорские и балтские племена. В культуре полоцко-смоленских кривичей наряду со славянскими типами украшений присутствуют и украшения балтского типа. Балтские элементы присутствуют также в погребальном обряде.
Латышские названия русских (krievi) и России (Krievija) восходят к наименованию древних восточнославянских племён кривичей, соседствовавших с балтскими племенами латгалов и селов.
Славянское население на территории нынешней Латвии присутствовало в Кукенойском и Ерсикском (Герцикском) княжествах (вассалах Полоцкого княжества) ещё в XI—XII веках; также оно отмечается в Риге, начиная с XIII века, и в польско-литовских инвентарях Латгалии конца XVI века. В 1205 году в ходе католической колонизации Прибалтики князь Кукейноса Вячко становится вассалом рижского епископа Альберта. В 1209 году князь Ерсикский Всеволод попадает в плен к рижскому епископу и вынужденно признаёт себя его вассалом.
До 1220 года Ерсика была частью Литвы, однако в 1270 году она была захвачена Ливонской конфедерацией и присоединена к Ливонии. В XIII веке русское влияние на территории Ливонии не исчезает: в Риге русские купцы учреждают подворье.
11 августа 1577 года русский царь Иван Грозный во время Ливонской войны занимает Динабург.
1 августа 1656 года, при царе Алексее Михайловиче, русские войска взяли Динабург, город был переименован в Борисоглебов. Затем русские войска заняли Кокенгузен.
В 1660 году на территории Латвии в Борисоглебове (ныне Даугавпилс) появились русские старообрядческие общины, которые были основаны переселенцами из России, спасавшимися от церковной реформы патриарха Никона. Тем более, что в середине XVII века нынешние восточные территории Латвии (Латгалия), входившие с 1581 года в состав Речи Посполитой, и вассальное ей же Курляндское герцогство), обезлюдели в результате польско-шведских войн и эпидемии чумы, с 1657 по 1661 год свирепствовавшей в Курляндии. Это побудило польского короля Яна Собеского в интересах землевладельцев, заинтересованных в притоке работников, издать указ «О свободном жительстве раскольников в польских пределах…».
В феврале 1670 года владетель Курляндского герцогства Якоб фон Кетлер даровал старообрядческой слободе на левом берегу Двины напротив Крейцбурга права города, который в честь него назвали Якобштадтом. В грамоте герцога указывалось, что полноправными жителями нового города могут быть только русские: «…so geben und gönnen Wir der guten gemeine die von Reussischen Nation eincig und alleine». Из их среды должны были избираться должностные лица, горожанам разрешалось исповедовать свою религию, строить храмы и школы: «daher sie auch ihre Priester und Schuhldiener mit Auferbunning einer Kirche un Schulen ihrer Religion auf ihre Unkosten zu bestellen…».
Русское старообрядческое население Латвии росло и к 1940 году составляло уже 90 тыс. человек.
В 1710 году русские войска взяли Ригу, а в 1721 году бо́льшая часть современной Латвии (без Курляндии и Латгалии) вошла в состав России как Рижская (позднее Лифляндская) губерния. В 1772 году в состав России вошла Инфлянтия (Инфлянты Польские или Латгалия).
В 1789 году в Риге была учреждена первая русская школа.
В 1795 году к Российской империи было присоединено Курляндское герцогство, выкупленное императрицей Екатериной II у его последнего правителя Петра Бирона за 500 тыс. червонцев и ежегодную пенсию в 50 тыс. рублей.
Вхождение бывших остзейских земель в состав России не привело к их немедленной русификации, поскольку немецкое дворянство сохранило свои привилегии.
В 1867 году доля русскоязычного населения в Риге достигала 25 %, в 1913 году удельный вес рижан с родным русским языком составил 21 %, тогда как на всей территории современной Латвии, по данным Первой всеобщей переписи населения Российской империи 1897 года, их проживало 12 %. Известной русской, родившейся в Риге на рубеже веков, была скульптор Вера Мухина (1889—1953).
Первая мировая война и последующая эвакуация заводов привели к сильному сокращению доли русских: после провозглашения независимости Латвии была проведена перепись населения (1920 г.), показавшая удельный вес русских в 7,8 %. Но в это время в Латвии стали появляться эмигранты из Советской России, что способствовало увеличению численности русских до довоенного показателя в 10,6 % (1935 г.). Главными центрами сосредоточения русских жителей, как и прежде, оставались Рига (7,4 %) и Латгалия (29 %).
После образования Латвийской Республики русские составляли 10 % населения страны. Незначительное количество русских владело латышским языком. Когда во время нацистской оккупации русских стали призывать в Латышский легион СС, выявилось, что у многих из них три или четыре класса образования, некоторые совсем безграмотны, кто-то ничего не понимает по-латышски и тем более не говорит, что вызвало возмущение латышских офицеров.
Основными регионами проживания русских в довоенной Латвии были Рига и Латгалия. Русские пользовались правами культурной автономии (русская речь звучала в Сейме, издавались газеты, работали русские школы) до переворота К. Улманиса в 1934 году, когда был провозглашен лозунг «Латвия для латышей». Известным русским депутатом Сейма того времени был Мелетий Каллистратов.
После присоединения Латвии к Советскому Союзу численность русских неуклонно возрастала: в 1959 году — 26,6 %, в 1979 году — 32,8 %. По данным переписи 1989 года, русские составляли уже 34 % населения Латвийской ССР, будучи крупнейшим национальным меньшинством в республике. В то же время родным русский язык был у 42 % жителей Латвийской ССР, то есть не только у этнических русских, но и у большинства белорусов, евреев, поляков и почти половины украинцев. 73 % русского населения Латвии проживало в городах, 22,2 % — владели латышским языком. Доля русских среди населения Риги составляла 47 %, Даугавпилса — 58,3 %.
После распада СССР и восстановления независимости Латвии статус гражданина получили только те, кто являлся гражданином Латвии до 1940 года, либо прямые потомки этих граждан.
По данным переписи 2000 года, 95 % русских в Латвии назвали родным языком русский, 4 % — латышский. Латышским языком владело 52 % русских, английским — 11 %.
В 2004 году латвийское правительство провело реформу, направленную на увеличение пропорции преподавания латышского языка в школах. Организацией, которая позиционирует себя как «организатор защиты русского образования в Латвии», является Штаб защиты русских школ.
В 2012 году в Латвии прошёл референдум за придание русскому языку статуса государственного. Против предоставления русскому языку статуса государственного проголосовало 74,8 % или 821 722 избирателя, за предоставление такого статуса проголосовало 273 347 человек или 24,9 % избирателей Латвии.

## Статистика
По данным на начало 2024 года, численность русского населения Латвии составляла 437 587 человек (23,4 % жителей Латвии), из них 296 045 чел. являются гражданами Латвии (67,7 % от общего числа русских), 111 593 чел. — негражданами Латвии (25,5 % от общего числа русских) и 29 949 чел. (6,8 %) — гражданами других государств. В начале 2024 года в Латвии проживало 35 924 гражданина России.
По оценке социолога А. Солопенко, русские граждане на протяжении всех выборов до 2012 года преимущественно голосовали за движение «Равноправие» (позднее — ЗаПЧЕЛ) либо за Партию народного согласия, позже ставшую Центром согласия и партией «Согласие».

### Социальные особенности
По данным Центрального управления статистики Латвии, на 28 февраля 2013 года русские среди безработных составляли 28,1 %, что на 1,2 % выше их доли в населении Латвии. Также отмечалось, что средний доход среди русского населения в среднем был ниже, чем у латышского, а доля лиц, занятых физическим трудом, выше.

### Демография
В советский период демографические показатели русского населения Латвии были несколько лучше, чем у латышей (имевших отрицательный естественный прирост уже в 1980 году), в первую очередь за счёт более высокой рождаемости у молодых волн переселенцев из европейских республик СССР. В целом русские в Латвии как до, так и после восстановления независимости, демонстрируют гораздо худшие демографические показатели, чем русские в Эстонии.
Демограф В. А. Козлов отмечает, что с 1990-х годов в Латвии началось старение русской общины и её постепенное сокращение. Если в 2011 году доля латышей в общем составе населения составляла 60,5 %, а среди младенцев до 4 лет 65 %, то в 2021 году соотношение изменилось соответственно до 62,7 % и 74,9 %. Козлов объясняет «парадокс низкой продолжительности жизни» русских тем, что «… в [Латвии и Эстонии] социально-экономический кризис в большей степени затронул русских и русскоязычных, так как они были заняты в основном на крупных государственных предприятиях, остановившихся из-за экономических проблем. Многие не знали местного языка и не могли интегрироваться в изменяющийся социум. Это вело к увеличению стресса и, как следствие, злоупотреблению алкоголем и росту смертности, особенно среди трудоспособного населения».

## Интересы России
19 ноября 1999 года Государственная дума России приняла заявление «В связи с принятием Сеймом Латвийской Республики 8 июля 1999 года Закона Латвийской Республики „О государственном языке“», в котором, в частности, говорилось, что Государственная дума выражает «озабоченность в связи с дискриминацией русского народа в Латвии», в том числе в связи с признанием латышского языка единственным государственным языком на территории Латвии и приданием русскому языку статуса иностранного. Согласно совместному расследованию центра «Досье» и ряда прибалтийских СМИ, правительство России принуждало Латвию к признанию русского языка государственным и использовало язык как инструмент «мягкой силы» в рамках общей стратегии по давлению на правительства стран Прибалтики.